# هشيشية
الهشيشية (الاسم العلمي: Psathyrellaceae) هي فصيلة من الفطريات تتبع رتبة الغاريقونيات من طائفة الغاريقوناويات.

## أجناس
- الهشيش